# レン・ロード
レン・ロード（Len Rohde 1938年4月16日-2017年5月13日）は、イリノイ州パラタイン出身のアメリカンフットボール選手。NFLのサンフランシスコ・フォーティナイナーズでプレーした。ポジションはオフェンシブタックル。ナイナーズでは1960年から1974年まで15シーズンプレーした。ナイナーズで彼はチーム史上トップの208試合連続出場を果たしている(ロングスナッパーを務めたブライアン・ジェニングズとタイ記録)。

## 経歴
ユタ州立大学でプレー、1957年から1959年まで3シーズン先発出場、最終学年次の1959年は、チームキャプテンを務めチームMVPに選ばれた。1960年のNFLドラフト5巡で、サンフランシスコ・フォーティナイナーズに指名された。また、この年創設されたアメリカン・フットボール・リーグのバッファロー・ビルズからもドラフトで指名された。
サンフランシスコ・フォーティナイナーズに入団した彼は、新人の1960年から1974年まで全試合でプレーして引退した。彼はナイナーズで208試合に出場したが、これはチームに在籍したオフェンシブラインマンとしては最多、全ポジションの選手を合わせても、3番目に多く出場している。
入団した当初、ディフェンシブラインマン及びオフェンシブラインマンとしてプレーした。最初の3シーズンは後にプロフットボール殿堂入りを果たす右タックルのボブ・セントクレアの控えを務めた。シーズン終盤のロサンゼルス・ラムズ戦でセントクレアがディーコン・ジョーンズとの接触プレーでアキレス腱を断裂、先発右タックルとなった。
1964年に左タックルとなり、現役引退まで同ポジションでプレーした。現役時代彼は、ナイナーズの歴代トップ10に入るランナー、ジョー・ペリー、ケン・ウィラード、J・D・スミス、ヒュー・マケルヘニーのランをサポートした。
ナイナーズの1970年から1972年までのNFC西地区3連覇に貢献している。1970年、1971年とチームはNFCチャンピオンシップゲームまで進出、彼も5試合で出場した。1970年にチームはNFL記録となる8サックしか許さず、10勝3敗1分の成績を残し、彼もプロボウルに選ばれた。またQBジョン・ブロディはシーズンMVPに選ばれた。
1974年シーズン終盤のニューヨーク・ジェッツ戦でひざに重傷を負い、翌週のカンザスシティ・チーフス戦でも若干プレーしたが、その怪我がもとで現役を引退した。
現役引退後は、レストランのオーナーとなり、一時期はバーガーキング9店舗、アップルビーズ6店舗を経営した。
1995年にユタ州立大学のスポーツ殿堂入りを果たした。
2017年5月13日、79歳で亡くなった。